# Pierre Bayard
Pierre Bayard (Amiens, 1954) è uno scrittore e psicanalista francese, docente universitario presso l'Università di Parigi VIII.

## Opere
Pierre Bayard è un accademico, psicoanalista e scrittore. Nato nel 1954 ad Amiens. Normalista, autore di due tesi, ha iniziato a insegnare letteratura all'Università Paris-VIII nel 1986.
Le sue analisi di importanti opere di grandi autori la resero nota alla critica. Nei saggi di Agatha Christie (Chi ha ucciso Roger Ackroyd ?), Shakespeare (Hamlet) e Conan Doyle  (Il caso del mastino dei Baskerville), si cimenta in vere controindicazioni letterarie, studiando le motivazioni dei personaggi, evidenziando le incongruenze degli intrighi e mostrando umoristicamente che i personaggi inventati sfuggono ai loro creatori.
Il libro che ha veramente rivelato Pierre Bayard è Comment parler des livres que l'on n'a pas lus ?, Minuit, 2007  ( Come parlare di libri che non sono stati letti ) in cui si impegna in uno studio allegro dei diversi modi di non leggere un libro, e sostiene soluzioni per poterne parlare comunque. Paradosso di questo grande lettore, che in realtà sta cercando di introdurre una relazione disinibita alla lettura. Partendo dal presupposto che alcuni lettori hanno una terrificante rappresentazione della lettura, cerca di farli sentire colpevoli. La cosa essenziale nella cultura è avere una visione d'insieme, afferma la possibilità di avere una cultura spezzata e incompleta. Pierre Bayard ha rinnovato questo dispositivo in Comment parler des lieux où l'on n'a pas été ? (Come parlare dei luoghi in cui non si è stati), un'opera ancora nel secondo grado, in cui esamina gli autori che hanno parlato di luoghi in cui non sono andati.

## Creazioni
Pierre Bayard si oppone a una critica neutrale e incondizionata delle opere letterarie. Durante il corso dei suoi saggi, ha, tra le altre cose, corso alle calcagna di criminali letterari impuniti (a causa della negligenza dei loro creatori), ha fornito consigli e trucchi per parlare di libri e luoghi che non sono stati letti né visti, o riflesso sul dilemma di resistenza / collaborazione. Osserva attentamente la vita come nella sua maliziosa reinterpretazione della storia letteraria e artistica, che incita a dare al suo lettore il desiderio di leggere tutto e vedere tutto.
Il fondatore della "La critica Interventionniste", un tipo di critica letteraria che i critici non sono un lettore passivo che sta fuori dal lavoro, ma approfondiscono il lavoro da studiare grazie a un sistema di metodi analitici e concetti esistenti, prendendo il punto di vista di una persona coinvolta nella storia del lavoro da leggere e analizzare. Esistono tre metodi principali di critica dell'intervento: la critica del miglioramento (Comment améliorer les œuvres ratées ? ; Et si les œuvres changeaient d'auteur ?),la critica dell'anticipazione (Demain est écrit ; Le Plagiat par anticipation), la critica poliziesca (Chi ha ucciso Roger Ackroyd ?, Il caso del mastino dei Baskerville). Nel suo nuovo saggio, La vérité sur "Dix petits nègres" (Minuit, 2019), Bayard esamina, capitolo dopo capitolo, uno dei capolavori della letteratura poliziesca di Agatha Christie, dimostrando che l'autore ha sbagliato su chi l'ha fatto e proponendo una nuova interpretazione e un nuovo assassino.
Pierre Bayard sottopone tutti i suoi libri a un genere intermedio che unisce la letteratura e le scienze umane - fiction teorica - che egli stesso ha creato. 
Inoltre, l'umorismo è un elemento fondamentale della sua scrittura. In Come parlare dei libri non letti, il narratore insegna come non leggere, che è uno scherzo perché lui stesso è un grande lettore. Per Pierre Bayard, l'umorismo ha una funzione analitica. Permette di segnare uno spostamento tra se stessi e se stessi, e quindi di prendere una distanza con ciò che si legge.

## Pubblicazioni
- Balzac et le troc de l'imaginaire. Lecture de La Peau de chagrin, Lettres modernes-Minard, 1978
- Symptôme de Stendhal. Armance et l’aveu, Lettres modernes-Minard, 1980
- Il était deux fois Romain Gary, Presses universitaires de France, 1990
- Le Paradoxe du menteur. Sur Laclos, Minuit, 1993
- Maupassant, juste avant Freud, Minuit, 1994
- Le Hors-sujet. Proust et la digression, Minuit, 1996
- Lire avec Freud. Pour Jean Bellemin-Noël, dir. Pierre Bayard, Presses universitaires de France, 1998
- Qui a tué Roger Ackroyd ? (Chi ha ucciso Roger Ackroyd ?), Minuit, 1998 et « Reprise », 2002
- Comment améliorer les œuvres ratées ?, Minuit, 2000
- Enquête sur Hamlet. Le Dialogue de sourds, Minuit, 2002
- Peut-on appliquer la littérature à la psychanalyse, Minuit, 2004
- Le Détour par les autres arts. Pour Marie-Claire Ropars, dir. Pierre Bayard et Christian Doumet, L’Improviste, 2004
- Demain est écrit, Minuit, 2005
- Comment parler des livres que l'on n'a pas lus ? (Come parlare di un libro senza averlo mai letto), Minuit, 2007
- L'Affaire du chien des Baskerville (Il caso del mastino dei Baskerville), Minuit, 2008
- Le Plagiat par anticipation, Minuit, 2009
- Et si les œuvres changeaient d'auteur ?, Minuit, 2010
- Lectures de Romain Gary, dir. François Aubel, coédition Le Magazine littéraire-Gallimard, 2011
- Comment parler des lieux où l’on n’a pas été ?, Minuit, 2012
- Aurais-je été résistant ou bourreau ? (Sarei stato carnefice o ribelle?), Minuit, 2013
- Il existe d’autres mondes, Minuit, 2014
- Aurais-je sauvé Geneviève Dixmer ?, Minuit, 2015
- Le Titanic fera naufrage, Minuit, 2016
- L'énigme Tolstoïevski, Minuit, 2017
- La Vérité sur "Dix petits nègres", Minuit, 2019
- Comment parler des faits qui ne se sont pas produits ?, Minuit, 2020
- La Vérité sur "Ils étaient dix", Minuit, 2020 et "Double", 2021
- Œdipe n'est pas coupable, Minuit, 2021 et "Double", 2023
- Et si les Beatles n'étaient pas nés ?, Minuit, 2022
- Hitchcock s'est trompé, Minuit, 2023